# Lac Magog
Pour les articles homonymes, voir Magog (homonymie).
Le lac Magog, communément appelé le petit lac Magog, est situé en Estrie. Le lac Magog est également connu sous le nom abénaquis Namagok. Il est bordé par trois municipalités : Sherbrooke, Magog et Sainte-Catherine-de-Hatley. Situé dans la province géologique des Appalaches, le lac Magog se compose de roche d’origine sédimentaire, surtout des ardoises et des grès. Le lac Magog fait partie du grand bassin versant de la rivière Saint-François qui se jette dans le fleuve Saint-Laurent.

## Hydrologie
La superficie de drainage du bassin versant de la rivière Magog est de 2 032 km2. En rapport aux dimensions du lac Magog, la longueur et la largeur maximale sont respectivement de 11,1 km et de 2,1 km. La superficie est de 10,8 km2. La profondeur maximale et moyenne sont de 18,85 m et de 8,65 m. Le lac Magog est alimenté en eau principalement par la rivière Magog qui s'écoule du lac Memphrémagog. On dénombre une quinzaine de ruisseaux, de différentes tailles, qui alimentent la rivière ainsi que le lac Magog.
Quatre barrages hydroélectriques sont aménagés à proximité du lac Magog. Ils ont pour rôle de produire de l'électricité et de contrôler le niveau de l'eau. Le lac Magog est un réservoir résultant de ces barrages, le plus influent étant celui de Rock Forest construit en 1911. Ces barrages ont pour conséquences d'altérer le taux de renouvellement de l'eau du lac par la modification des débits de la rivière Magog. 
Le lac Magog dénombre huit îles (toutes privées), dont deux îlots, ainsi que deux hauts-fonds qui étaient auparavant de petites îles. Deux îles comportent des constructions : l'île du club nautique et la grande île de l'archipel Marinier (aussi connu sous le nom d'îles Odanak). À l'extrémité sud du lac se trouve un marais de 65 ha qui est accessible aux randonneurs.

## Faune et flore
De manière générale, on remarque une abondante biodiversité faunique et floristique dans l'ensemble du lac Magog : bernache du Canada, canard, brochets, achigan à petite bouche, crapet soleil, crapet de roche, perchaude, poisson chat (barbotte), pygargue (aigle) à tête blanche.